# Anne Bacon
Anna Bacon (nacida Cooke; 1527 o 1528-27 de agosto de 1610) era una dama inglesa y erudita. Tuvo una notoria contribución en la literatura religiosa inglesa con su traducción del latín de Apologie of the Anglican Church (1564) de John Jewel. Fue la madre de Francis Bacon.

## Primeros años
Anne o Ann fue una traductora inglesa y dama del tribunal británico. Aunque la fecha exacta del nacimiento de Anna no se sabe con exactitud,  se estima que nació en alrededor de 1528. Anna nacida en Essex, Inglaterra, fue una de las cinco hijas de Sir Anthony Cooke, tutor de Edward, hijo único de Henry VIII. Siendo un educador, Anthony aseguró que tanto sus cuatro hijos como sus cinco hijas recibieron una exitosa educación humanista, con estudios especializados en idiomas y en los clásicos. Anna aprendió latín, italiano, francés, griego, y posiblemente incluso hebreo. Su hermana, Lady Elizabeth Hoby también aprendió idiomas y es conocida por traducciones y texto similares. El estado social de su familia era alto, en parte porque el trabajo de su padre estaba muy relacionado con la familia real de los Tudor. Como resultado, fueron grandes terratenientes. Tuvieron una asociación de alguna clase con Stratford, aunque quedó por saber en qué consistía esa relación.

### Vida adulta
Anna era una mujer apasionada por su religión, en la cual centraría sus principales obras. También puede apreciarse en las cartas que escribió a sus hijos, Anthony Bacon y Sir Francis Bacon, de quien se preocupaba sobre todo por su bienestar tanto mental como físico y espiritual. Debido a su educación, también escribía muchas cartas a clérigos con quien debatía sobre teología. Con veintidós años, tradujo del italiano y publicó Ochines Sermons de Bernardino Ochino del italiano. Su traducción del latino a inglés de la obra del Obispo John Jewel de 1564, Apology for the Church of England, fue un paso significativo en la justificación intelectual del Protestantismo en Inglaterra. Esta obra trataba de aclarar las diferencias entre anglicanismo y el catolocismo romano, y se mostraba crítica frente al soporte de las políticas religiosas de Isabel I.

## Matrimonio
Anna Cooke se casó con Sir Nicholas Bacon, Lord guardián del Gran Sello de la Reina Elizabeth en 1553. Tuvieron dos hijos, Anthony y Francis Bacon, el último deviniendo filósofo y pionero de la revolución científica. Para un rato, Anna Bacon era una dama de compañía de la Reina Elizabeth. Su perspectiva religiosa permaneció puritana, y exigió la erradicación del papismo en la Iglesia de Inglaterra.
Anna escribió muchas cartas, llenas de pasión por sus creencias protestantes. Muchos de sus últimas cartas estuvieron dirigidas a sus hijos, Anthony y Francis, con la intención de expresar "los celos con los que contempló su autoridad mucho tiempo después de que ellos madurasen,”. En las cartas también les pide que persigan sus deseos a la vez que les desprecia cuando los ignoran, y espera que la mantengan informada con total detalle de su día a día. Aunque según las fuentes, sus peticiones son ciertas, la mayor preocupación de Anna Bacon era el bienestar espiritual de sus hijos y sus vidas religiosas.
En el libro de James Spedding, The Letters and Life of Francis Bacon, se presenta una carta de Anna a Francis. Aquí Anne trata sus puntos de vista del desarrollo de la iglesia y del gobierno, hablando con conocimiento y elegancia. Se dirige su hijo, y aunque la carta es bastante formal y con un vocabulario florido, con el cual expresa sus emociones y amor por su religión y su hijo. Expresa sus deseos de que  sea un gran hombre. Otras de estas cartas estuvieron dirigidas a clérigos, entre ellos el Obispo Goodman. Anna escribía sus cartas citando constantemente clásicos latines y griegos. En sus años más tardíos, el Obispo Goodman dijo que Anna era "frenética a su edad"  y según parece vivió desapercibida hasta que falleció en 1610, etapa de la que no se puede encontrar mucha información. Sus últimos años, en los que escribió muy poco y tuvo escasa participación en el tribunal, permanecen, en cierto modo, en la sombra.
En su última carta, datada del 27 de agosto de 1610, Anna escribió a su amigo Sir Michael Hicks, invitándole a su funeral. La fecha exacta de su muerte no es exacta, aunque claramente sucedió poco después de la escritura de la carta. Murió sobre los 82 años y fue enterrada en la iglesia de St. Michael,en St Albans. Su segundo hijo, Sir Francis Bacon, está enterrado allí también, por petición propia de permanecer cerca su madre.

## Obras
- "Sermons of Barnardine Ochyne", (Sermones de Bernardino Ochino) (al número de 25.) acerca de la predestinación y elección de dios: muy apropiado en cuento a la descripción de su gloria entre sus criaturas.(1568)[7]
- Una apología o respuesta en defensa de la iglesia de Inglaterra, con una sencilla declaración de la verdadera religión declarada y empleada en la misma.
- Traducción de "Apologia" de Jewel (1564)[7]